# Max Schwieger
Max Wilhelm Schwieger (* 20. März 1884 in Magdeburg; † 31. Juli 1945 ebenda) war ein deutscher Politiker (DVP).

## Leben
Schwieger war beruflich als Friseurmeister in Magdeburg tätig. Er betrieb gemeinsam mit einem Vater Albert Schwieger ein 1873 gegründetes Friseurgeschäft in der Jakobstraße 28 in Magdeburg. Zumindest in der Zeit um 1916 lebte er in der Magdeburger Großen Junkerstraße 3. Er war Vizepräsident der Handwerkskammer Magdeburg und Vizepräsident des Mitteldeutschen Handwerksbundes.
Im Mai 1928 wurde er für die Deutsche Volkspartei (DVP) als Abgeordneter in den Preußischen Landtag gewählt, dem er bis 1932 angehörte. Im Parlament vertrat er den Wahlkreis 10 (Magdeburg).